# Kyu Kelly
Kyu Blu Kelly (Las Vegas, 22 maggio 2001) è un giocatore di football americano statunitense che milita nel ruolo di cornerback per i Las Vegas Raiders della National Football League (NFL).

## Carriera

### Baltimore Ravens
Al college Kelly giocó a football a Stanford. Fu scelto nel corso del quinto giro (157º assoluto) del Draft NFL 2023 dai Baltimore Ravens. Il 29 agosto 2023 fu svincolato.

### Seattle Seahawks
Il 30 agosto 2023 Kelly firmó con i Seattle Seahawks. Debuttò come professionista nella gara del secondo turno contro i Detroit Lions, giocando tre snap negli special team. Fu svincolato l'11 novembre 2023 dopo avere disputato cinque partite.

### Green Bay Packers
Il 15 novembre 2023 Kelly firmò con i Green Bay Packers. Fu svincolato meno di un mese dopo, il 12 dicembre.

### Washington Commanders
Il 13 dicembre 2023 Kelly firmò con i Washington Commanders. Concluse la sua stagione da rookie collezionando complessivamente 8 presenze e 5 tackle.
Prima dell'avvio della stagione 2024 non rientrò nel roster attivo iniziale dei Commanders e il 27 agosto 2024 fu svincolato.

### Las Vegas Raiders
Il 10 settembre 2024 Kelly firmò per la squadra di allenamento dei Las Vegas Raiders. Il 21 dicembre 2024 fu promosso nel roster attivo.

## Statistiche
| Stagione | Stagione | Stagione | Stagione | Difesa  | Difesa  | Difesa  | Difesa | Difesa | Difesa  | Difesa |
| Anno     | Squadra  | P        | PT       | T. tot. | T. sol. | T. ass. | Int.   | Sck    | P. Dev. | Fmb F. |
| -------- | -------- | -------- | -------- | ------- | ------- | ------- | ------ | ------ | ------- | ------ |
| 2023     | BAL      | 0        | 0        | 0       | 0       | 0       | 0      | 0,0    | 0       | 0      |
| 2023     | SEA      | 5        | 0        | 0       | 0       | 0       | 0      | 0,0    | 0       | 0      |
| 2023     | GB       | 1        | 0        | 0       | 0       | 0       | 0      | 0,0    | 0       | 0      |
| 2023     | WAS      | 2        | 0        | 5       | 5       | 0       | 0      | 0,0    | 0       | 0      |
| 2024     | LV       | 1        | 0        | 0       | 0       | 0       | 0      | 0,0    | 0       | 0      |
| Totale   | Totale   | 9        | 0        | 5       | 5       | 0       | 0      | 0,0    | 0       | 0      |

Fonte: Football Database

## Vita privata
Kelly è figlio di Brian Kelly, che ha giocato da cornerback nella NFL per undici stagioni vincendo il Super Bowl XXXVII con i Tampa Bay Buccaneers.